# Xstatic
Xstatic er et stort hardstyle, hard-dance, electro og trance event. Det har tidligere været afholdt 2 gange årligt i de tre Lillebæltshaller, i Middelfart.
Xstatic er skandinavens største elektronisk musik event, der nu afholdes 1 gang årligt. I 2010 blev det afholdt i Club Danmark Hallen i Valby. Ved Xstatic arrangementet har kunstnere som blandt andet DJ Zany, Technoboy, Donkey Rollers, Marcel Woods og Trentemøller spillet.
Xstatic er nordens største hardstyle event, som bliver afholdt 1 gang årligt, typisk i oktober. Det starter typisk kl. 20:00 og slutter så ca. 05:00.
Hele settet er bygget op progressive, altså fx ville det måske et år forløbe således: Trance, NuStyle, HardTrance, Hardstyle, Hardcore.
Xstatic har været afholdt diverse steder, senest den 8. Oktober ved Docken, Kulturkajen i København. Aldergrænsen plejede at være 18+ men blev til eventet i 2011 sat ned til 16+.